# José Luis Redrado Marchite
Mons. José Luis Redrado Marchite (* 19. března 1936, Fustiñana) je španělský římskokatolický kněz, biskup, emeritní sekretář Papežské rady pro pastoraci zdravotníků a člen Hospitálského řádu sv. Jana z Boha.

## Život
Narodil se 19. března 1936 ve Fustiñaně. Po střední škole vstoupil do Hospitálského řádu sv. Jana z Boha. Na kněze byl vysvěcen 11. července 1965.
Dne 5. prosince 1998 jej papež Jan Pavel II. jmenoval titulárním biskupem z Ofeny a sekretářem Papežské rady pro pastoraci zdravotníků. Biskupské svěcení přijal 6. ledna 1999 z rukou papeže Jana Pavla II. a spolusvětiteli byli arcibiskup Giovanni Battista Re a arcibiskup Francesco Monterisi.
Dne 14. července 2011 přijal papež Benedikt XVI. jeho rezignaci na post sekretáře.